# Trichocentrum aguirrei
Trichocentrum aguirrei är en orkidéart som först beskrevs av Willibald Königer, och fick sitt nu gällande namn av Mark W. Chase och Norris Hagan Williams. Trichocentrum aguirrei ingår i släktet Trichocentrum och familjen orkidéer.
Artens utbredningsområde är Colombia. Inga underarter finns listade i Catalogue of Life.